# Codul Internațional de Nomenclatură pentru alge, fungi și plante

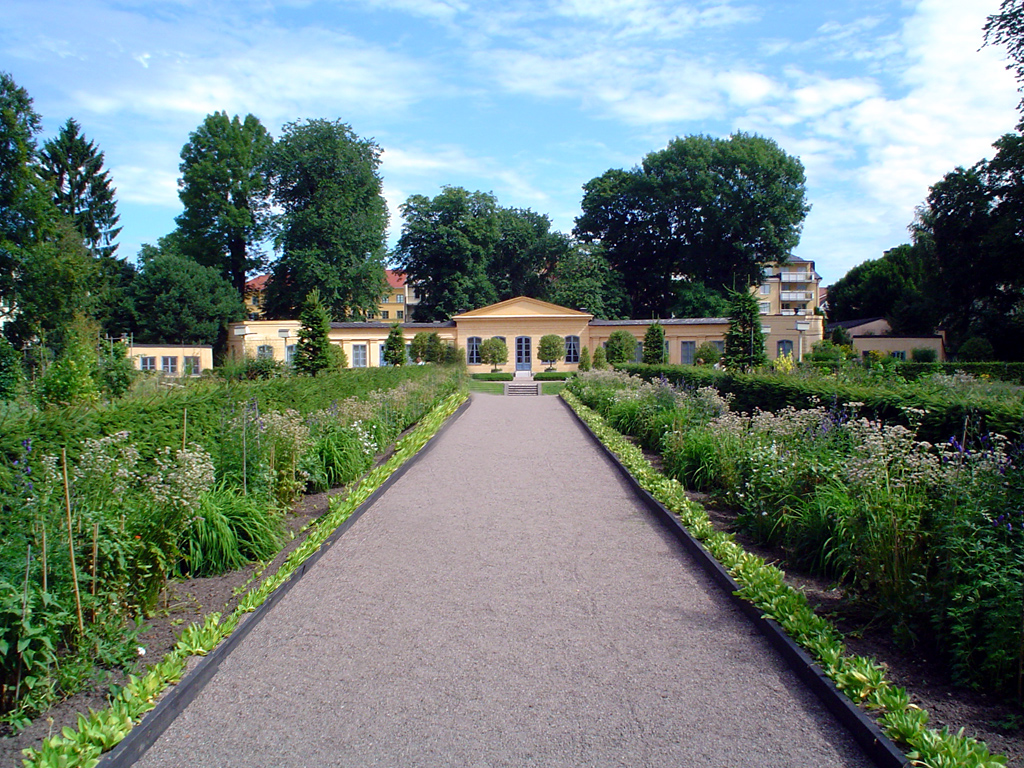
Grădina lui Linnaeus din Uppsala

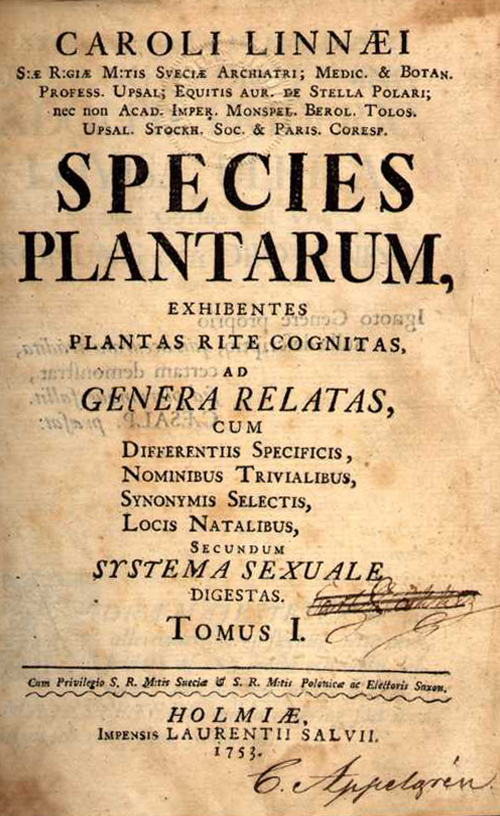
Pagina de titlu a lucrării Species Plantarum, 1753

Codul Internațional de Nomenclatură pentru alge, fungi și plante (engleză International Code of Nomenclature for algae, fungi, and plants, ICN) este un set de reguli și recomandări cu privire la denumirile utilizate în botanică, care sunt acordate plantelor, fungilor și altor organisme (ca algele). În trecut era denumit Codul Internațional de Nomenclatură Botanică (ICBN), însă numele a fost schimbat la International Botanical Congress din Melbourne în luna iulie 2011.